# Juliet Burke
Juliet Burke es un personaje ficticio de la serie Lost. Es interpretado por la actriz Elizabeth Mitchell.

## Biografía del personaje

### Antes del accidente
La vida anterior de Juliet es desconocida hasta el momento en que en el capítulo No en Portland, se ve cómo se dedicaba a la investigación puntera en fertilidad humana, en Miami, y consiguió en secreto que su hermana Rachel quedara embarazada, lo que parece un éxito científico sin precedentes, ya que su aparato reproductor había sido lesionado por la quimioterapia.
Un grupo de personas (entre ellos Richard Alpert y Ethan Rom) le ofrecen la posibilidad de desarrollar sus investigaciones en un lugar retirado de ensueño, del que le enseñan algunas imágenes, al mismo tiempo que la tientan mostrándole unas "radiografías" de un útero que ella describe como de una mujer de edad, pero ellos le comunican que se trata de un útero de una mujer joven. Ella quiere aceptar el nuevo trabajo, pero el gran obstáculo es su jefe y exesposo Edmund Burke por lo que dice que solo podría ir "si a él lo atropellara un autobús", lo que sorprendentemente ocurre después.
Sabemos de su vida en la isla previa al accidente, que ha estado 3 años allí dedicada a tratar de resolver el problema de las mujeres embarazadas en la isla, que enferman y mueren a su segundo trimestre de embarazo. Lo que ocurre es que los glóbulos blancos bajan a tal punto que el bebé y la mamá mueren. Se supone que en relación con ello secuestraron a Claire, para arrebatarle el hijo y además para condicionarla con sustancias especiales que le fueron inyectadas.
Juliet misma reconoce que no es cirujana (el encargado de las cirugías era Ethan). También se alude a una relación especial entre ella y Ben, aunque el capítulo One of us, muestra a Juliet y Goodwin desnudos en la cama, cuando a ella le llevan la radiografía de Ben.

### Después del accidente

#### Tercera temporada
Juliet interroga a Jack durante varios días. Jack ve accidentalmente unas radiografías de columna que muestran un tumor en la vértebra L4 de una persona de 40 años. Luego Juliet le confirma a Jack que las placas pertenecen a Ben quien más tarde le pedirá al cirujano que lo opere. Jack acepta a cambio de la libertad de Kate y Sawyer. Antes de entrar a la sala de cirugías, Juliet le muestra a Jack -en secreto y a través de la televisión- unas imágenes en las que le propone que mate a Ben durante la cirugía. Jack termina denunciando la maniobra de Juliet. Tras varias peripecias, Ben se compromete a dejar escapar a Jack y a Juliet a cambio de que el cirujano continúe con el tratamiento que le permitirá salvar su vida. Mientras espera el día señalado para abordar el submarino que lo llevará de vuelta a casa, Jack conoce la ciudad oculta de Los Otros (Barracas). Minutos antes de que el submarino parta, Locke lo dinamita cerrando así las posibilidades de escape. Los Otros simulan abandonar a Juliet con Kate, Sayid y Jack -todos retenidos en el campamento de Los Otros-. Juliet, protegida por Jack, es llevada al campamento de los sobrevivientes del vuelo 815 donde desplegará un comportamiento ambiguo que alterna entre un aparente deseo de integración con los sobrevivientes y la ejecución a distancia de un plan fraguado por Ben, plan que en el capítulo El hombre tras la cortina se desvela: averiguar qué mujeres del campamento están embarazadas con el fin de secuestrarlas. Pero al final de la tercera temporada (Through the Looking Glass) se une a los sobrevivientes del vuelo Oceanic, pues su único interés es escapar de la isla y mantener una relación amorosa con Jack. Con la ayuda de Naomi, ella y el grupo de sobrevivientes se dirigen a la Antena de la Isla para desactivar el mensaje de Rousseau. Cuando el grupo sospecha que el plan de Jack no funcionó, Juliet besa a Jack en despedida y regresa a la playa con Sawyer para verificar que Bernard, Jin y Sayid estén bien. 

#### Cuarta temporada
En la cuarta temporada, ella permanece en la playa junto a Jack y su grupo, mientras Locke y el resto se dirigen a las Barracas de Los Otros para alejarse de la gente del buque de carga Kahana (The Beginning of the End). Tras la llegada de Lapidus, Charlotte, Miles y Faraday, Juliet busca a Desmond para que acompañe a Sayid en el viaje al buque. Cuando Daniel y Charlotte desaparecen sin previo aviso del campamento de la playa, Juliet y Jack se dirigen al bosque para buscarlos. Juliet se enfrenta a Harper, su ex terapeuta, en nombre de Ben, quien le advierte que Daniel y Charlotte tienen la intención de usar la estación Tempestad para liberar un gas químico que matará a todos en la isla. Juliet llega a la Tempestad y somete a Charlotte, pero Daniel alega que su misión es inutilizar el gas para evitar que Ben lo use. Juliet le cree y le permite desactivar la estación antes de reunirse con Jack afuera. Juliet le informa a Jack de la obsesión posesiva de Ben con ella y, entre lágrimas, le advierte de la amenaza que Ben representa para sus seres queridos; Jack insiste en que él se quedará con ella y la besa (The Other Woman).
Más tarde, Juliet se ve obligada a revelarle a Jin que Sun tuvo una aventura antes de llegar a la isla cuando la pareja planea dejar el campamento de la playa para ir a los Barracones por desconfianza hacia Daniel y Charlotte; Sun le había confiado previamente esta información a Juliet durante su ultrasonido en la estación de personal. Juliet se disculpa con Sun y logra convencerla a ella y a Jin para que se queden, convenciéndoles de que subir al carguero sería la mejor opción de Sun, ya que dar a luz en la isla sería muy riesgoso para ella y a su bebé (Ji Yeon).
Cuando el cadáver del doctor del carguero Ray llega a la orilla, Juliet y Jack interrogan a Daniel, quien revela que nunca tuvieron la intención de rescatar a nadie en la isla. Luego, Jack cae enfermo y Juliet le diagnostica apendicitis. Ella lo opera con ayuda de Bernard, pero él insiste en que Kate ayude en la cirugía. Después de la operación, Juliet le dice a Kate que Jack la besó, pero para probar que "no ama a nadie más", sabiendo que él está despierto (terminando la relación) (Something Nice Back Home). Luego, en contra de los consejos de Juliet, Jack se marcha (recién operado) con Kate a la estación Orquídea para seguir el teléfono satelital que rastrea el helicóptero. Luego de que Sayid regresa en la balsa Zodiac para comenzar a transportar personas desde el campamento de la playa hasta el Kahana, Juliet insiste en que Sun suba a la balsa primero ya que está embarazada y le dice a Daniel que no dejará la isla hasta que todos estén a salvo a bordo del carguero. Un breve tiempo después, se ve a Juliet en la playa con una botella de ron, mientras Sawyer vuelve nadando tras saltar del helicóptero. Los dos beben juntos en la playa antes de que el cielo cambie como resultado de que Ben use la estación Orquídea para "mover" la isla. Juliet, Sawyer y toda la isla desaparecen en un destello de luz (There's No Place Like Home).

#### Quinta temporada
Juliet y Sawyer se encuentran con Bernard y Rose quienes notan que el campamento de la playa ha desaparecido. Daniel informa a todos los supervivientes restantes en la isla que han sido "desalojados" y están "saltando" en el tiempo . Juliet descubre que la escotilla de la estación de El Cisne aún está intacta, pero Daniel explica que intentar alterar el pasado no tiene sentido, razonando: "Lo que sea que pasó, pasó". Al mismo tiempo, Juliet calma a Sawyer y regresan a la playa (Because You Left). Juliet y Sawyer se convierten en los nuevos líderes del grupo antes de que el campamento sea atacado por una lluvia de flechas de fuego de los Otros de 1954. Los sobrevivientes se dispersan por la jungla y Juliet y Sawyer se encuentran con un grupo de Otros, que amenazan con cortarle la mano a Juliet, pero justo a tiempo, Locke interviene y logra salvarlos (The Lie). Más tarde, encuentran el campamento de los Otros y rescatan a Daniel, quien advierte a los Otros que entierren la bomba de hidrógeno "Jughead" para evitar que detone (Jughead). Los náufragos son transportados brevemente a 2004 antes de ser enviados a una era posterior a 2007. Usan canoas en la playa para remar hasta la estación Orquídea, donde Locke cree que puede detener los flashes. Son perseguidos por otras personas en una canoa hasta que se trasladan a 1988. De vuelta en tierra, Sawyer le dice a Juliet que vio brevemente a Kate en 2004. Juliet le pregunta por qué no se acercó a ella y él responde: "Lo hecho, hecho está". La nariz de Juliet comienza a sangrar, lo que Daniel afirma es un efecto temporal de cuánto tiempo ha estado uno en la isla (The Little Prince). Finalmente, llegan a la estación, en compañía de Jin, y Juliet le agradece a Locke antes de que baje al pozo (This Place is Death). 
Luego de John gira la rueda en la Orquídea, Juliet y los sobrevivientes descubren que sus hemorragias nasales y dolores de cabeza han terminado, lo que hace que Daniel afirme que ahora están estancados en 1974. Sawyer dice que esperarán "el tiempo que sea necesario" para que Locke regrese como lo había prometido. En su camino de regreso a la playa, ven a una mujer llamada Amy sostenida a punta de pistola por dos Otros. Juliet le dice a Sawyer que ella "lo cubre" y después de un disparo por parte de Los Otros, los matan y rescatan a Amy. Amy les pide que lleven el cuerpo de su novio muerto y lleva a los supervivientes de regreso al Cuartel de la Iniciativa Dharma, como agradecimiento por haberla salvado. Sawyer inventa una historia de coartada de que su tripulación naufragó mientras buscaba la Roca Negra, y son admitidos en Dharmaville para pasar la noche, pero Horace les dice que deben abandonar la Isla al día siguiente. Después de que Sawyer lo ayuda a resolver una disputa sobre la "tregua" de Dharma con Richard Alpert y los Otros, Horace les da a los sobrevivientes dos semanas más de alojamiento para esperar el regreso de Locke. Juliet, quien fue mantenida en la isla en contra de su voluntad durante más de tres años, expresa su intención de irse de inmediato a pesar de que es 1974. Sin embargo, tras volverse cercana con Sawyer luego de los eventos anteriores, él la convence de quedarse en la Isla.
Tres años después: en 1977, Juliet, Sawyer, Jin, Miles y Daniel son miembros de la Iniciativa Dharma. Permaneciendo en la isla mucho más allá de su promesa inicial de dos semanas, Juliet trabaja como mecánica automotriz, mientras que Sawyer se desempeña como jefe de seguridad bajo el nombre de "Jim LaFleur"; la pareja está en una relación como una pareja amorosa, feliz y solidaria que comparte una casa en los Barracas. Juliet sale de su "retiro" como médica especialista en fertilidad cuando Sawyer le pide que dé a luz al bebé de Amy y Horace, Ethan; lo que marca su primer parto exitoso en la isla (LaFleur).
Tras el regreso de Jack, Hurley, Kate y Sayid a la isla, y a 1974, Juliet y Sawyer se las arreglan para admitir a sus amigos en la Iniciativa Dharma. Pero cuando Sayid es capturado y señalado como un Hostil (Otro), ella le expresa su preocupación a Sawyer de que el regreso de sus amigos pone en peligro sus vidas felices en Dharmaville. Luego de que Sayid le dispara al joven Ben Linus, Juliet puede estabilizar a Ben pero no logra curarlo, y más tarde regaña a Jack por negarse a ayudar. Juliet y Sawyer están de acuerdo en que "está mal dejar morir a un niño" incluso si crece para causarles daño, por lo que Juliet les encarga a Sawyer y Kate llevar a Ben con Richard Alpert y los Otros, para que lo salven (Whatever Happened, Happened). Para desgracia de Juliet y Sawyer, Phil descubre lo sucedido con Ben, así que Sawyer lo noquea y captura en la casa, con Juliet actuando como cómplice (Some Like It Hoth). Sabiendo que su vida en Dharmaville está terminada, Sawyer y Juliet manejan la idea de dejar la isla, pero Jack, Faraday, Kate, Jin y Hurley prefieren quedarse, por lo que deciden irse a la playa, mientras Faraday se va con Jack a buscar la bomba Jughead, con el objetivo de volver al 2007. Más tarde, en una visita a Sawyer, Radzinsky descubre a Phil (The Variable), por lo que él y Juliet son capturados e interrogados por la Iniciativa Dharma. Sawyer les propone un trato: revelará la ubicación de Jack si a él y Juliet se les permite entrar en el submarino Dharma. A bordo del submarino Galaga, Juliet y Sawyer dicen que se aman y discuten sobre su libertad una vez que lleguen al "mundo real" (Follow the Leader). Desafortunadamente, Kate también es colocada en el submarino y los convence de regresar para evitar que Jack detone la bomba Jughead en la estación Swan; Debido a que la energía electromagnética en el Cisne es lo que causó el accidente aéreo en 2004, Jack cree que destruirla en 1977 evitará que lleguen a la isla. Dañada por el divorcio de sus padres, Juliet se convence de que Sawyer todavía siente algo por Kate y decide apoyar el plan de Jack, razonando que no tendrá que perder a Sawyer si nunca lo conoce. Ya en el sitio de construcción de El Cisne, ella cae en el pozo en que estaban taladrando por el magnetismo al ser arrastrada por unas cadenas. Pese a que Sawyer intenta salvarla y se dicen que se aman, la atracción magnética es muy fuerte por lo que ella cae al fondo de la excavación. Al despertarse lastimada en el fondo del pozo, ve la bomba que había tirado Jack. La golpea con una piedra hasta que aparece una "cortina blanca" y queda la duda de si consigue hacerla explotar. La última escena, termina con un destello blanco y con el logo de Lost como cuando siempre termina un capítulo, pero con letras negras y el fondo blanco (The Incident). 

#### Sexta temporada
En el 1.er Capítulo de la 6.ª temporada, Juliet sobrevive unos minutos a la explosión luego de regresar al año 2007. Sawyer la saca de entre los restos de la estación el Cisne tras hablar con ella la cual le había dicho que no había funcionado. Se besan y ella muere. Sawyer le atribuye la muerte de Juliet a Jack. Más tarde, Sawyer se lleva a Miles Straume para enterrar a Juliet y le pide que use sus poderes para que le diga esas últimas palabras que no llegaron a existir por parte de Juliet. Miles se pone en contacto con Juliet y le transmite a Sawyer el siguiente mensaje: "Funcionó" (LA X).

##### Flashsideways
En la "línea de tiempo de flash sideways", la Dra. Juliet Carlson trabaja como médica de maternidad en el Hospital St. Sebastian en Los Ángeles, California, junto a Jack, quien es su exmarido. Ella y Jack incluso tienen un hijo llamado David, que vive con Juliet y visita a Jack una vez al mes. Ella realiza un ultrasonido en Sun, lo que hace que Sun y Jin "recuerden". Más tarde, Jack le da a Juliet tres entradas para que pueda llevar a David y Claire, que se revela como la media hermana de Jack, a un concierto.  Mientras espera en la fila para entrar al evento, Juliet recibe un mensaje del hospital y se va. Más tarde, en el hospital, Juliet encuentra a Sawyer quien está pescando una barra de chocolate en una máquina expendedora. Ella sugiere desenchufar y volver a enchufar la máquina para liberarla y, una vez que esté libre, comenta: "Funcionó", sus últimas palabras originales.
Cuando Juliet le pasa la golosina a Sawyer, se rozan los dedos y experimentan destellos de su pasado que parecen visiones. Juliet y Sawyer se tocan una vez más y "despiertan", recordando plenamente sus vidas juntos y se besan. Al final, Juliet, que ahora lleva su anillo de compromiso, se dirige a la iglesia con Sawyer, donde se reencuentran con los otros antiguos habitantes de la isla y pasan todos juntos al más allá (The End).
- Datos: Q51298